# Trémuson
Trémuson (en bretó Tremuzon, gal·ló Trémuson) és un municipi francès, situat a la regió de Bretanya, al departament de Costes del Nord. L'any 2004 tenia 1.766 habitants.

## Demografia
| 1962                                       | 1968 | 1975  | 1982  | 1990  | 1999  |
| ------------------------------------------ | ---- | ----- | ----- | ----- | ----- |
| 830                                        | 778  | 1.013 | 1.168 | 1.482 | 1.684 |
| Des de 1962: població sense dobles comptes |      |       |       |       |       |

## Administració
| Període | Identitat      | Partit |
| ------- | -------------- | ------ |
| -2001   | François Josse |        |
| 2001-   | Gerard Le Gall |        |